# 特攻事務員ミノワ
『特攻事務員ミノワ』（とっこうじむいんミノワ）は、小川圭による日本の漫画作品。『週刊ヤングマガジン』（講談社）の2013年31号から連載。2011年に第65回ちばてつや賞ヤング部門受賞作の読み切り作品として『週刊ヤングマガジン』に掲載され、好評だったことから2013年から正式に連載が開始された。同誌にて同年47号にて第1部完となっている。
元暴走族の総長で、法律のイロハを知らない法律事務所の事務員“ミノワ”こと箕輪文太が、「愛の力」と「型破りな行動」で依頼者の身近なトラブルから解決していくストーリー。
2014年10月期に『ビンタ!〜弁護士事務員ミノワが愛で解決します〜』のタイトルでテレビドラマ化された。

## 単行本
- 小川圭 『特攻事務員ミノワ』 講談社〈ヤンマガKCスペシャル〉、全2巻
  1. 2013年11月6日発売 ISBN 978-4-06-382366-0
  2. 2013年12月6日発売 ISBN 978-4-06-382396-7

## テレビドラマ
2014年10月2日から12月19日（金曜日）まで毎週木曜日23:59 - 翌0:54に、読売テレビ制作により、日本テレビ系列の「木曜ドラマ」枠にて放送された。主演は本作が連続ドラマ初主演となるEXILEの松本利夫。

### キャスト
詳細な人物説明は原作項目を参照。本項ではドラマ独自の人物設定を記載。

#### 高田法律事務所
箕輪 文太〈30〉
演 - 松本利夫（EXILE）
事務員。元暴走族総長。
高田 夏美〈30〉
演 - 山口紗弥加
弁護士。箕輪の教育係。

#### 工藤洋平法律事務所
工藤 洋平〈53〉
演 - 西村雅彦
所長。
土屋
演 - 大迫一平

#### その他
大津 吾郎
演 - 石黒英雄
月島もんじゃ「もん吾ろう」店主。文太の舎弟。
箕輪 カナ
演 - 原菜乃華
文太の異母兄妹。月島南小学校4年生。

#### ゲスト
キャスト名横の表記は出演回。
第1話
- 戸上 玲奈（遺産相続問題相談者） - 酒井美紀
- 酒井 健一（玲奈の兄） - 袴田吉彦
- 沢田（カナの母の弟） - 児嶋一哉
- 箕輪 大作（文太、カナの父） - 深水三章
- 中園 まゆみ（裕太の母） - クノ真季子
- 戸上 竜也（玲奈の夫・ラーメン屋店員） - 本宮泰風
- 酒井 恭子（健一の妻） - 桜田聖子
- 中園 裕太 - 千阪健介
- 酒井 明日香（健一、恭子の娘） - 石崎日梨
- 戸上 翼（玲奈、竜也の息子） - 岩田龍門

第2話
- 長澤 敦司（老舗和菓子屋の跡取り） - 岡田義徳
- 長澤 絵里子（敦司の妻） - 紺野まひる
- 大森 孝雄（絵里子の元彼氏） - 河相我聞
- 長澤 裕希（敦司、絵里子の息子） - 五十嵐陽向
- 裕子（絵里子の友人） - 海島雪
- 浩子（絵里子の母） - 加藤美智子
- ミツコ（キャバクラ嬢） - 堀田理紗

第3話
- 野村 未歩（派遣社員） - 谷村美月
- 蕎麦屋 - MAKIDAI（友情出演）
- ピザ屋 - AKIRA（友情出演）
- 稲葉（黒正ファイナンス所長） - 近江谷太朗
- 竜平（稲葉の部下） - 光宣
- 健介（稲葉の部下） - 黒石高大
- 鉄男（稲葉の部下） - 佐藤匡泰

第4話
- 桜井 薫子（PTA役員） - 七瀬なつみ
- 増田 良太（カナの担任） - 菅谷哲也
- 桜井 美月（薫子の娘・カナのクラスメイト） - 畑芽育（第5話）
- その他 - 山上賢治（月島南小学校校長）

第5話
- 秋野 多香子（修治の妻） - 櫻井淳子
- 永井 絵美（修治の不倫相手・派遣社員） - 黒坂真美
- 秋野 修治 - 東根作寿英
- 陽子（月島南小学校教師） - 中込佐知子
- 仁科 翔（カナの先輩） - 大橋律
- 真壁 ひな（翔の彼氏） - 西川茉佑
- 秋野 直人（多香子、修治の息子） - 山崎智史

第6話
- 小田 律子（小児科医・夏美の友人） - ちすん
- 小田 早苗（律子の母） - 根岸季衣
- 小田 祐子（早苗の母・律子の祖母） - 原知佐子
- 戸塚 圭介（研修医・律子の婚約者） - 馬場徹
- 富永（特別養護老人ホーム所長） - 樋渡真司
- 坂梨 敦子（圭介の浮気相手） - 曽田茉莉江
- 倉松（警視庁芝浦警察署生活安全課捜査官） - 野村たかし
- 藤田 徹平（月島北中学校2年生） - 林晃平

第7話
- 浅野 真知子（専業主婦） - 三浦理恵子
- 小森谷 幸恵（浅野家の隣人） - 音月桂
- 浅野 未来（真知子、卓也の娘） - 佐藤芽
- 上原（貧乏劇団員・若竹荘住人） - 山崎画大
- 下坂（上原の仲間） - 杉山ひこひこ
- 浅野 卓也（真知子の夫） - 若山慎

第8話
- 今野 結衣（吾郎の元彼女） - 村川絵梨
- 松田（箕輪の知合い・大学病院関係者） - 住田隆
- 山田（BARマスター） - 田中護
- 吉岡 友也（吾郎の友人） - 吉田ウーロン太
- 神田 陽子（結衣の友人） - 大川翔子

第9話
- 酒井 哲夫（酒井書店店主） - 升毅
- 足立 聡（書店の客・高校生） - 瀬戸利樹
- 尾美（古本屋店員） - 笠原秀幸

第10話
- 新城 沙織（兼業主婦・恭一の妻） - 柴本幸
- 新城 礼子（沙織の姑･恭一の母） - 朝加真由美
- 新城 歩（沙織、恭一の息子・礼子の孫） - 髙橋來
- 新城 恭一（沙織の夫） - 本田大輔
- 遠藤 久 - 中丸新将

第11話 - 第12話
- 小野田 美佐子（小野田の妻・心疾患患者） - 石田ひかり
- 小野田 康夫（サイバースターズ代表・養子縁組希望者） - 葛山信吾
- 田島 総一郎（一馬の父・田島電機社長） - 麿赤兒
- 高津 良治（愛子の父） - 坂田聡
- 高津 靖子（愛子の母） - 西山繭子
- 田島 一馬（カラオケ店暴行事件加害者・大企業の御曹司） - 前田公輝
- 秋吉 裕司（一馬の友人） - 佐藤大樹
- 佐藤 義之（一馬の取巻き） - 井出卓也
- 高津 愛子（カラオケ店暴行事件被害者） - 葵わかな
- 黒木 友也（一馬の取巻き） - 河合透真
- 小野田 詩織（美佐子、康夫の娘・難病で他界） - 原菜乃華（二役）

第11話
- 青山 勇作（雅美の父・中華料理店店主） - 梨本謙次郎
- 青山 雅美（暴行事件目撃者・中華料理店の娘） - 坂東希
- 水野（カラオケ店店員） - お宮の松
- 井上 健児（暴行事件目撃者・カラオケ店店員） - 高橋良輔
- 坂田（キャバクラスカウトマン） - 辞本直樹
- 中華料理店の客 - 小路さとし

第12話
- 野口（刑事・文太の暴走族時代からの付き合い） - モロ師岡
- 田代（一馬の取巻き） - 一ノ瀬ワタル

### スタッフ
- 原作 - 小川圭『特攻事務員ミノワ』（ヤングマガジンKC所載 / 講談社）
- 脚本 - 大石哲也、川嶋澄乃、高山直也、稲本達郎
- 音楽 - 吉川慶、木村秀彬
- 演出 - 国本雅広（ケイファクトリー）、本多繁勝
- 主題歌 - Flower「秋風のアンサー」（ソニー・ミュージックアソシエイテッドレコーズ）
- 演出補 - 高土浩二
- 撮影 - 砂田大樹
- 照明 - 大寳学
- 選曲 - 谷口広紀
- 編集 - 清水正彦
- 法律監修 - 石井誠一郎
- アクションコーディネイト - 佐々木修平
- 番組宣伝 - 竹村麻美、折原加奈（ytv）
- ホームページ - 金澤みゆき（ytv）
- チーフプロデューサー - 木谷俊樹（ytv）
- プロデューサー - 中間利彦（ytv）、宮川晶（ケイファクトリー）
- AP - 汐口武史（ytv）、野村真委子
- 制作協力 - ケイファクトリー
- 制作著作 - 読売テレビ

### 放送日程
| 各話   | 放送日         | サブタイトル                                    | 脚本              | 演出     |
| ------ | -------------- | ----------------------------------------------- | ----------------- | -------- |
| 第1話  | 10月02日       | ミノワが巻き起こす破天荒な愛!                   | 大石哲也          | 国本雅広 |
| 第2話  | 10月09日       | DNA鑑定が生む泥沼離婚トラブル                   | 大石哲也          | 国本雅広 |
| 第3話  | 10月16日       | OLが迷い込む闇金地獄!!                          | 大石哲也          | 本多繁勝 |
| 第4話  | 10月23日       | モンスターペアレントで学校崩壊!                 | 川嶋澄乃          | 国本雅広 |
| 第5話  | 10月30日       | 不倫相手に慰謝料請求!!                          | 川嶋澄乃          | 本多繁勝 |
| 第6話  | 11月06日       | 「毒母」によるストーカー事件                    | 大石哲也          | 国本雅広 |
| 第7話  | 11月13日       | ドロドロご近所トラブル!                         | 高山直也          | 本多繁勝 |
| 第8話  | 11月20日       | 婚約破棄で慰謝料請求!                           | 稲本達郎 大石哲也 | 国本雅広 |
| 第9話  | 11月27日       | 万傷害事件に隠された疑惑!                       | 高山直也          | 本多繁勝 |
| 第10話 | 12月04日       | 憎しみ合う嫁姑バトル!                           | 川嶋澄乃          | 国本雅広 |
| 第11話 | 12月12日（金） | 女子高生襲う卑劣犯行…権力で罪もみ消しに怒り爆発 | 大石哲也          | 本多繁勝 |
| 第12話 | 12月19日（金） | 留置場からの脱走…少女と妹守るため最後の大勝負   | 大石哲也          | 国本雅広 |

| 読売テレビ制作・日本テレビ系 木曜ドラマ         | 読売テレビ制作・日本テレビ系 木曜ドラマ                                            | 読売テレビ制作・日本テレビ系 木曜ドラマ                                  |
| 前番組                                          | 番組名                                                                             | 次番組                                                                   |
| ----------------------------------------------- | ---------------------------------------------------------------------------------- | ------------------------------------------------------------------------ |
| 獣医さん、事件ですよ （2014年7月3日 - 9月18日） | ビンタ! 〜弁護士事務員ミノワ が愛で解決します〜 （2014年10月2日 - 12月19日（金）） | 五つ星ツーリスト 〜最高の旅、ご案内します!!〜 （2015年1月8日 - 3月26日） |